# 드래곤우드

## 게임 정보
드래곤우드는 보드 게임 디자이너 대런 키스젠(Darren Kisgen)이 디자인하였고, 2015년 미국의 게임라이츠 (Gamewright)사에서 출시되었다. 대한민국에서는 2018년 5월, 생각투자 주식회사(AURUM,inc)에 의해 출시되었다. 

## 수상 내역
- 2015 Mensa Select Winner

## 게임의 구성
드래곤우드의 구성은 다음과 같다.
- 탐험가 카드 64장(뒷면이 빨간색 / 1~12까지 5종류 카드 60장, 행운의 무당벌레 4장)
- 드래곤우드 카드 42장(뒷면이 초록색 / 드래곤우드를 구성하는 몬스터)
- 요약 카드 2장
- 드래곤 주사위 6개(한개의 6면 구성은 1, 2, 2, 3, 3, 4)

## 목적
몬스터를 이기기 위해서는 손에 있는 카드의 구성을 다음과 같은 3종류 중 가장 효과적인 것으로 만들어야 한다.
- 검술은 연속된 숫자의 카드로 구성이 가능하다
- 발차기는 같은 숫자의 카드로 구성이 가능하다
- 소리지르기는 같은 색의 카드로 구성이 가능하다

사용하는 기술을 구성하는 카드의 숫자 만큼 주사위를 굴려, 요구하는 합계치를 충족하면 몬스터를 쓰러뜨릴 수 있다.
가장 점수를 많이 내거나, 먼저 두 마리의 드래곤을 쓰러뜨리는 플레이어가 승리한다.